# Croy, Vaud
Croy là một đô thị thuộc huyện hành chính Orbe, bang Vaude, Thụy Sĩ. Đô thị này có diện tích 449 km2, dân số thời điểm tháng 12 năm 2009 là 320 người.